# Thomas Donaldson
Thomas Leverton Donaldson (ur. 19 października 1795 w Londynie, zm. 1 sierpnia 1885 tamże) – angielski architekt.

## Projekty
Wybudował Trinity Church, University Hall, Flaxman Hall i University College w Londynie; napisał: "Pompeii Illustrated" (z rycinami Cooke'a 1827, 2 t.), "Examples of Doorways in Greece and Italy" 1833), "Architecutral Maxims and Theorems" (1847), "Architectura numismatica" (1849), "Handbook of Specifications" (1860, 2 t.) i inne.